# Cailhavel
Cailhavel è un comune francese di 102 abitanti situato nel dipartimento dell'Aude nella regione dell'Occitania.

## Società

### Evoluzione demografica
Abitanti censiti